# A-класс
A-класс или Сегмент A (англ. A-segment) — класс легковых автомобилей, согласно классификации Европейской комиссии, под который попадают городские автомобили (англ. city cars), самая небольшая категория пассажирских автомобилей.
Популярность машины A-класса обрели в конце 1950-х годов, когда на рынке появились модели Fiat 500 и BMC Mini. По состоянию на 2017 год, доли продажи машин A-класса составляют 8% от всего европейского авторынка.

## Продажи
Городские автомобили в США (они же машины A-класса) составляли в своё время до 0,8% рынка. На рынке доминировали модели Mini Hatch и Fiat 500 образца 2007 года. В Индии же исторически машины A-класса были наиболее продаваемыми, хотя позже наметилась отрицательная динамика изменения продаж: если в 2014 году ежемесячные продажи составляли 70 тысяч машин, то в 2016 году их число снизилось до 47 тысяч. В Италии в первой половине 2018 года доля продаж машин A-класса составляла 14,9% от всего авторынка. По состоянию на 2019 год за пределами Европы успешно продаются такие модели A-класса, как Hyundai Grand i10, Honda Brio, Kia Picanto, Suzuki Celerio (под брендом Maruti), Ford Figo, smart fortwo, Citroen C1, Peugeot 108 и современный Fiat 500.

## Текущие модели
Наиболее продаваемыми автомобилями сегмента A в Европе являются Fiat 500, Fiat Panda, Volkswagen Up!, Toyota Aygo и Renault Twingo.

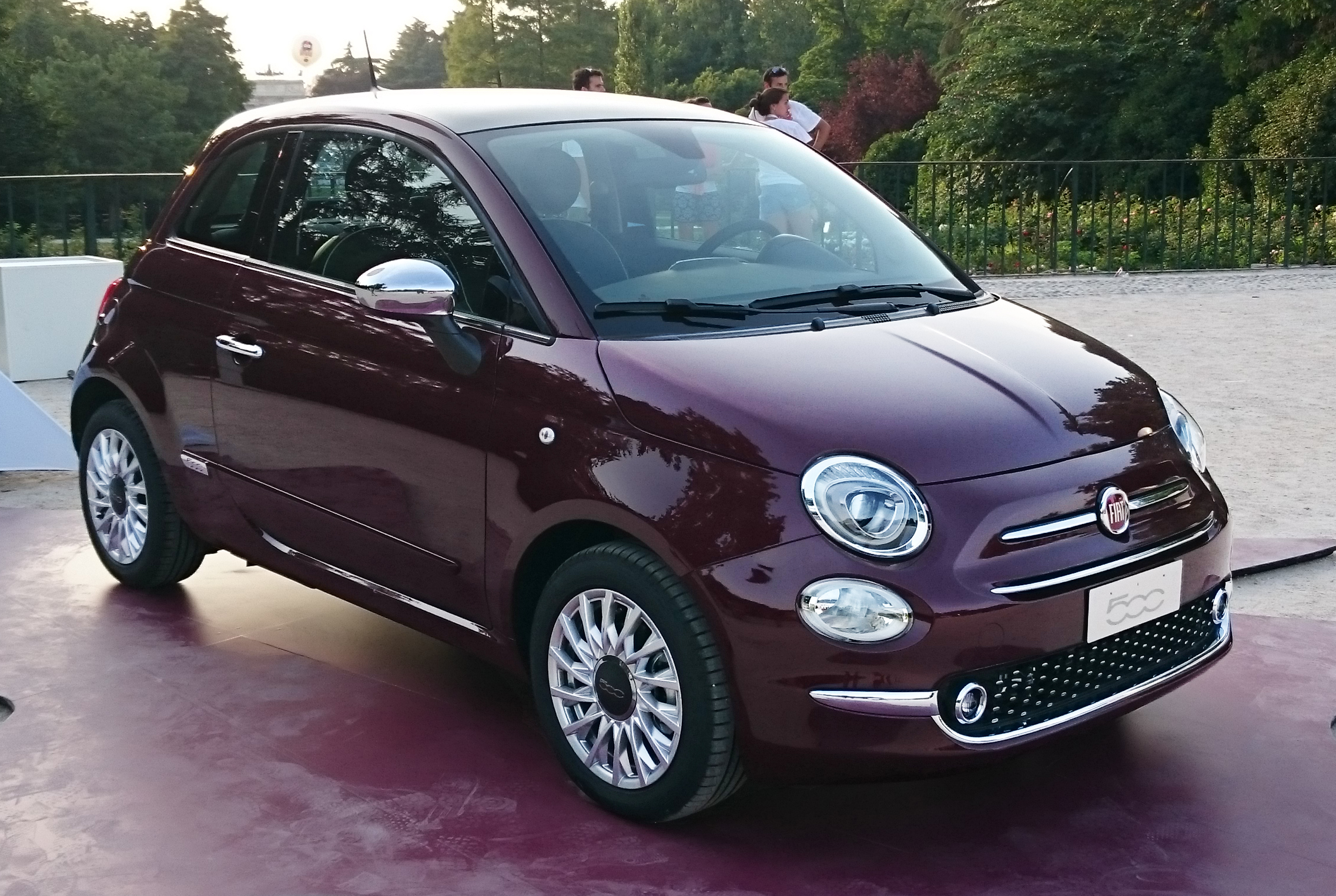
Fiat 500 Польша (с 2007)
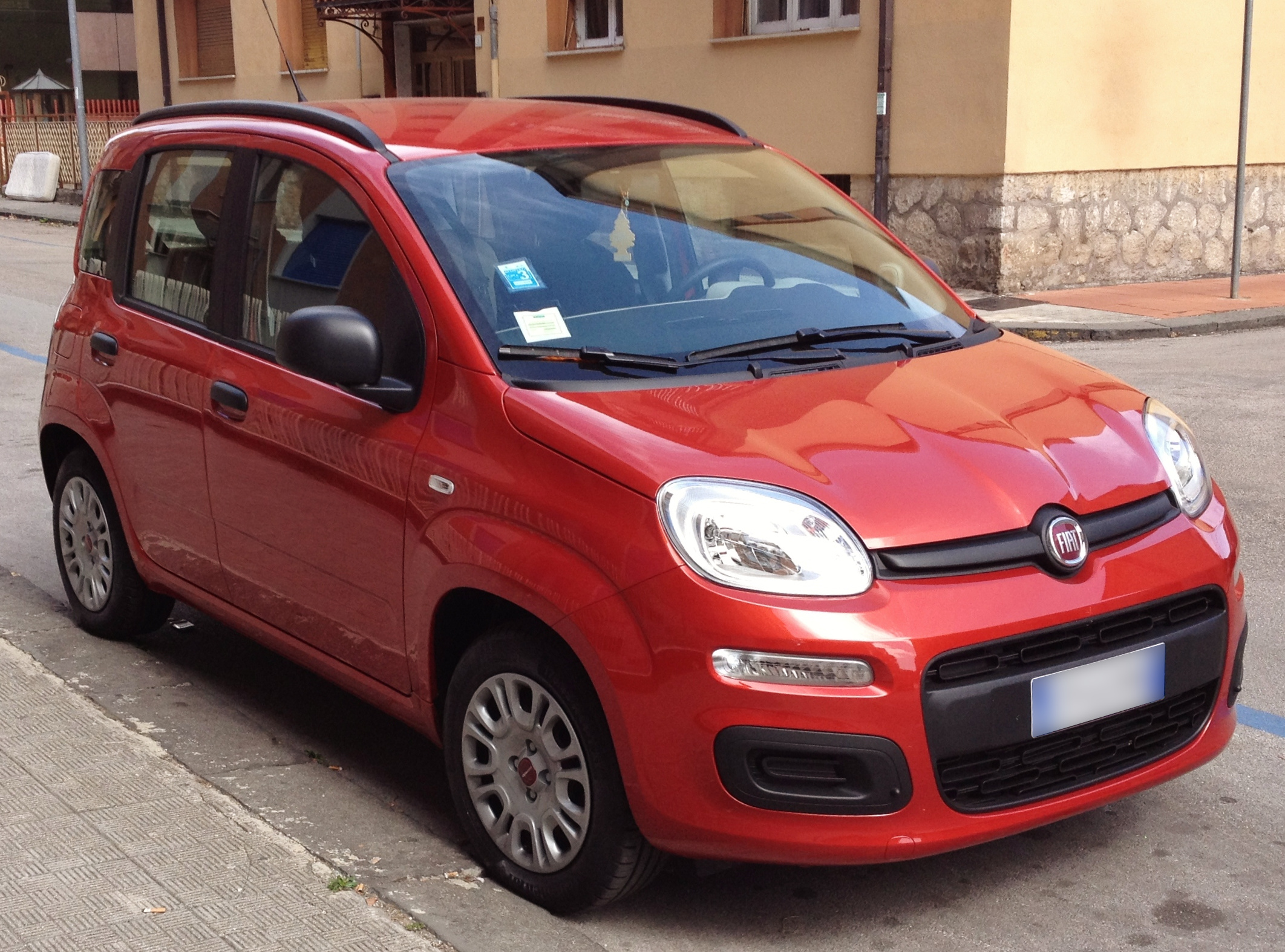
Fiat Panda Италия (с 1980)
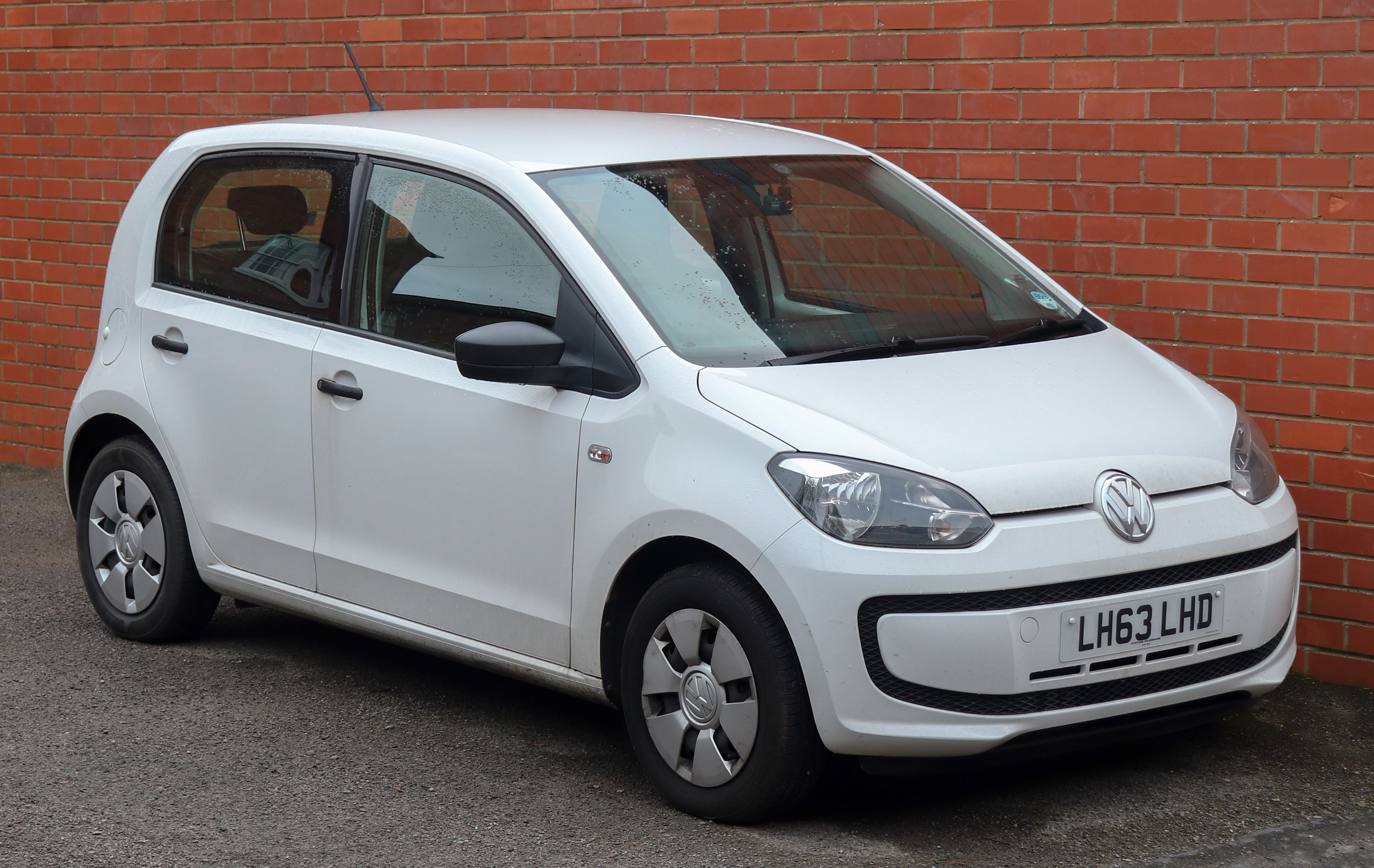
Volkswagen Up! Словакия (с 2011)
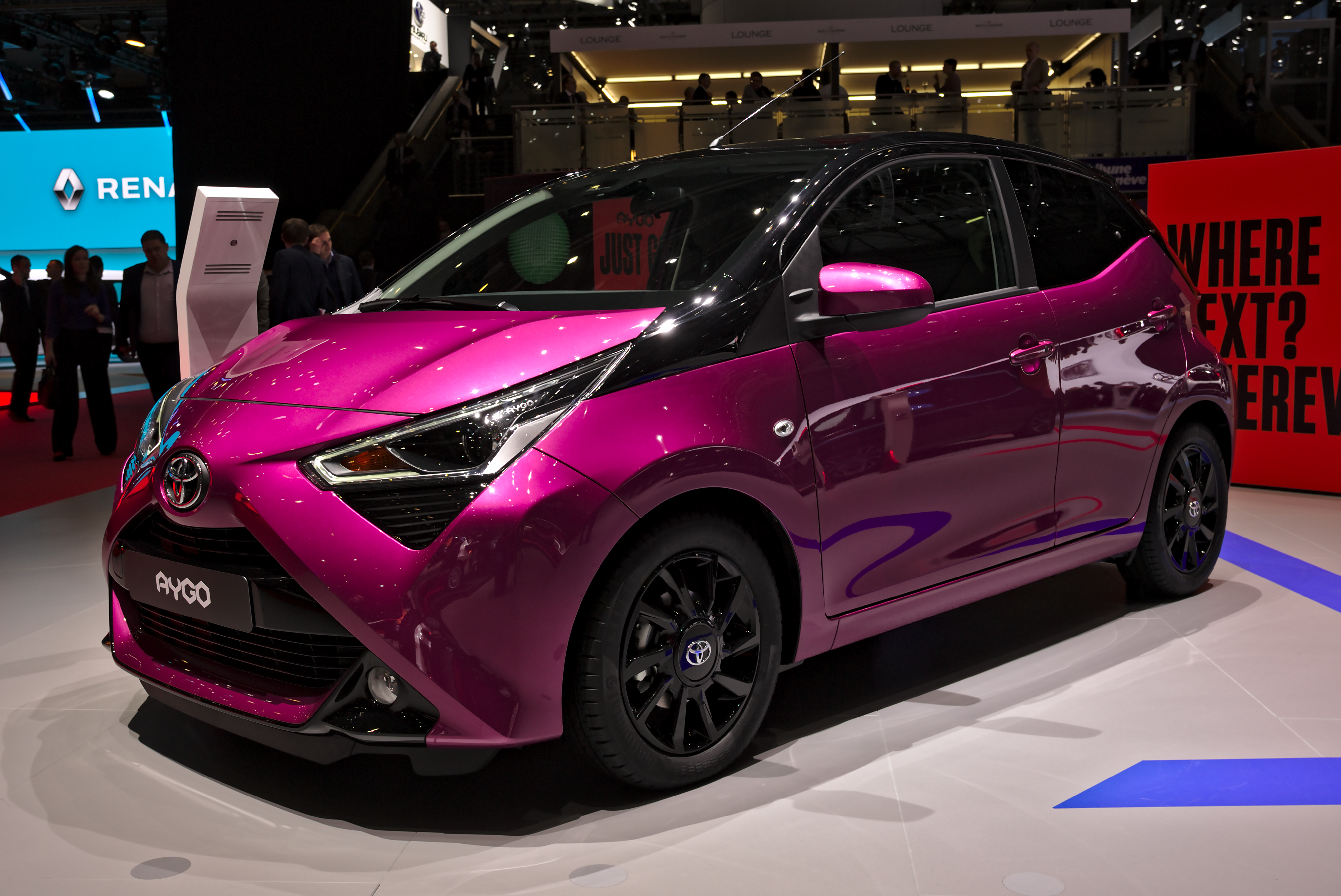
Toyota Aygo Чехия (с 2005)
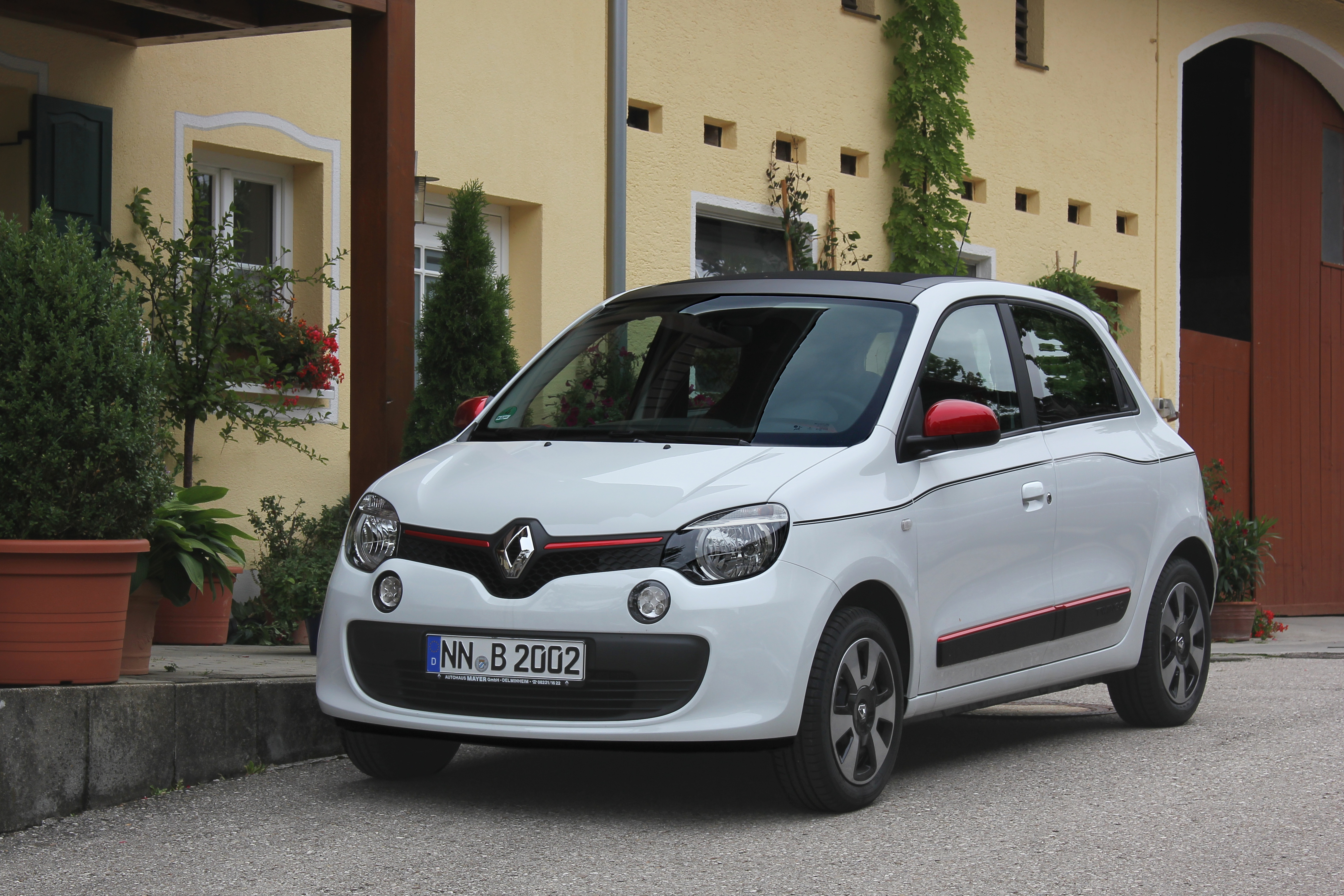
Renault Twingo Словения (с 1992)